# ارزش اضافی

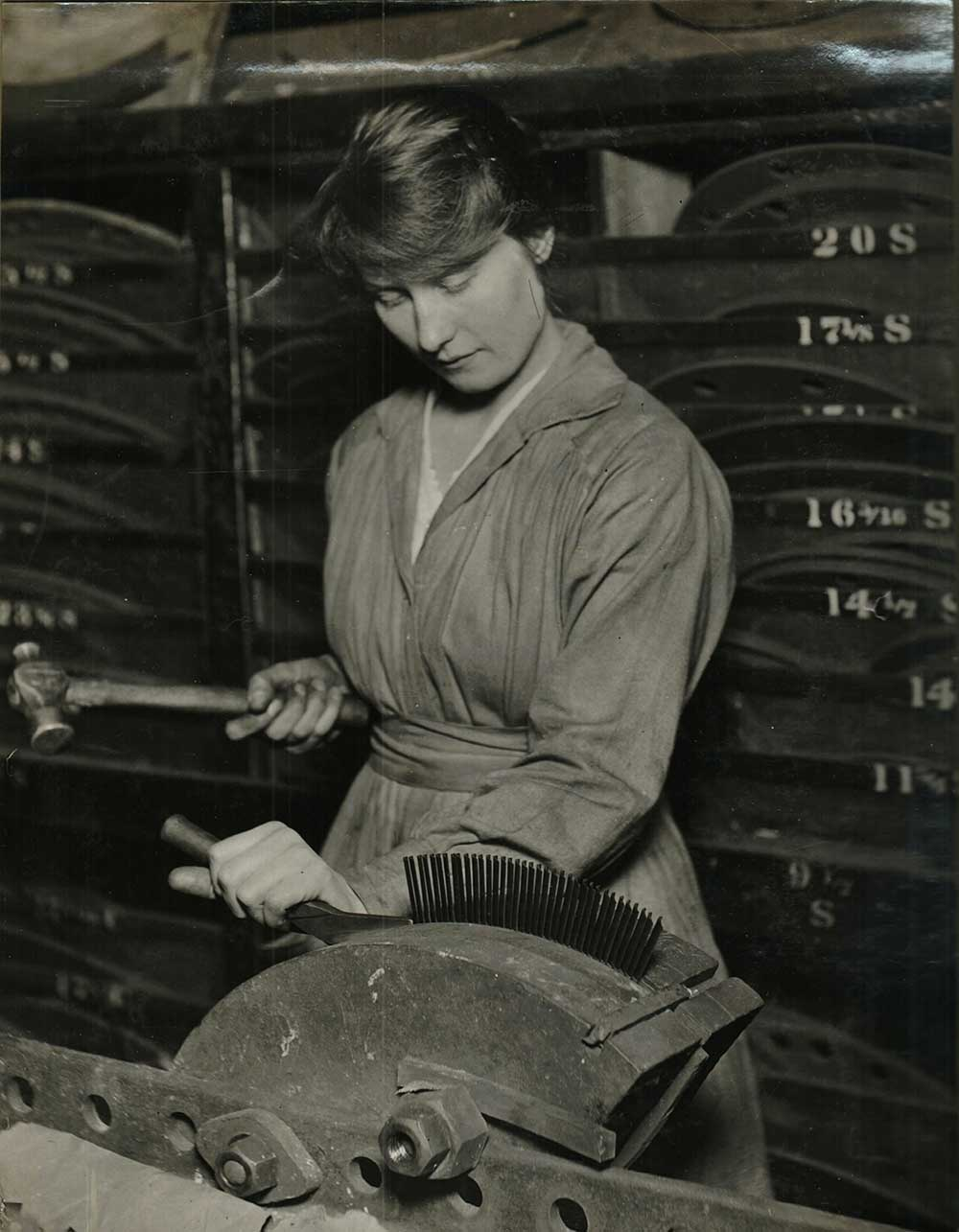
ارزش اضافی

در اقتصاد مارکسی، ارزش مازاد، ارزش اضافی یا ارزش اضافه (انگلیسی: Surplus value) به تفاوت میان مبلغی که با فروش یک محصول به دست آمده و مبلغی که سازنده بابت همان محصول هزینه کرده، گفته می‌شود. به عبارت دیگر، قیمت نهایی منهای هزینه مواد اولیه و نیروی کار.